# Куртан
Курта́н (рос. Куртан) — село у складі Мокроусовського округу Курганської області, Росія.
Населення — 426 осіб (2010, 475 у 2002).
Національний склад станом на 2002 рік:
- росіяни — 91 %